# رپینوتان
رپینوتان (BAYx3702)، یک مشتق آمینومتیل‌کرومان و یک آگونیست انتخابی کامل گیرنده 5-HT 1A با قدرت و کارایی بالا است. این دارو دارای اثرات محافظت‌کننده عصبی در مطالعات حیوانی بوده، و برای کاهش آسیب مغزی پس از ضربه به سر در انسان آزمایش شده‌است. متعاقباً تا فاز دوم برای درمان سکته مغزی مورد آزمایش قرار گرفت، اما در حالی که عوارض جانبی خفیف بود و عمدتاً شامل حالت تهوع بود، رپینوتان نتوانست اثربخشی کافی برای توجیه آزمایش‌های بالینی بیشتر را نشان دهد. با این حال، رپینوتان همچنان برای کاربردهای دیگر مورد بررسی قرار می‌گیرد، و مشخص شد که در مقابله با افسردگی تنفسی تولید شده توسط مورفین، هرچند با کاهش جزئی در اثرات ضد درد، مؤثر است.